# 第15届中国金鸡百花电影节
第15屆金雞百花電影節于2007年10月25日至10月25日在中國浙江省杭州市舉行。

## 參展影片

### 國產新片推介
本届电影节有二十几部国产新片展映：
- 《泥鳅也是鱼》
- 《虎年之恋》
- 《河内河内》
- 《情暖万家》
- 《濠情岁月》
- 《雪花那个飘》
- 《我的长征》
- 《最后一次爱你》
- 《海洋朋友》
- 《男才女貌》
- 《喜马拉雅王子》
- 《双喜》
- 《月圆凉州》
- 《3·温暖》
- 《米尼》
- 《乒乓小子》
- 《心结》
- 《鹤乡情》
- 《任长霞》
- 《千里走单骑》
- 《叫声妈妈》
- 《剃头匠》
- 《大东巴的女儿》

### 金鸡国际影展
本届国际影展展映了十几个国际和地区的电影：
| 中文片名         | 原片名               | 導演            | 出品國家及地區 |
| ---------------- | -------------------- | --------------- | -------------- |
| 小孩不笨2        | I Not Stupid Too     | 梁智强          | 新加坡         |
| 我脑海中的橡皮擦 | A moment to remember | 李宰汉          |                |
| 尼娜的旅行       | Nina's Journey       | 莉娜·尹赫       | 瑞典和 波蘭    |
| 币之双面         | Coin two-sided       | 未知            | 埃及           |
| 寻找幸福的起点   | The Italian          | Andrei Kravchuk | 俄羅斯         |
| 最后的日子       | Last Days            | 格斯·范·桑特    | 美国           |
| 斯鲁茨卡娅女公爵 | Anastasya Slutskava  | 尤里·叶尔科夫   | 白俄羅斯       |
| 送奶女工         | The Milkwoman        | 绪方明          | 日本           |
| 牧羊女与排雷兵   | Tear of the cold     | 未知            | 伊朗           |

## 獲獎與提名名單
本屆頒發的是第28屆大众电影百花奖：
- 最佳故事片：《张思德》
- 优秀故事片：《功夫》、《生死牛玉儒》
- 最佳導演：尹力（《张思德》）
- 最佳男主角：吴军（《张思德》）
- 最佳女主角：刘若英（《天下无贼》）
- 最佳男配角：谢霆锋（《新警察故事》）
- 最佳女配角：元秋（《功夫》）
- 最佳新人：孙俪（《霍元甲》）

## 外部連結
- 新浪專題 （页面存档备份，存于）